# Huso neuromuscular
Los husos neuromusculares  son órganos altamente especializados, receptores sensoriales (propioceptivos) que se localizan en el interior del músculo, y que detectan cambios en la longitud muscular. Transmiten la información sobre la longitud del músculo al sistema nervioso central a través de neuronas sensoriales. Esta información puede ser procesada en el cerebro para determinar la posición de las partes del cuerpo. La respuesta de los husos neuromusculares en la longitud también tiene una función importante en la regulación de la contracción de los músculos, activando las motoneuronas a través del reflejo de estiramiento para resistir la fuerza del músculo.

Los HNM son de importancia fundamental en el sistema de control motor, que se evidencia porque tienen gran riqueza de inervación y requieren el gasto de recursos metabólicos y de espacio.

## Historia
En 1863 Kuhne describió por primera vez el componente neural del huso muscular. 

En 1898 Ruffini estableció dos tipos de terminación sensorial, conocidas como primaria y secundaria.

En 1945 Leksell planteó que el huso muscular tiene su propia inervación eferente o fusimotora. 

En 1962 Boyd concluyó que los husos musculares de los mamíferos contienen dos tipos distintos de fibra muscular intrafusal; sistema de fibra muscular de «bolsa nuclear» y  sistema de fibra muscular de «cadena nuclear». En el mismo año Matthews demostró las dos categorías funcionales de la fibra fusimotora: dinámica y estática.

## Anatomía

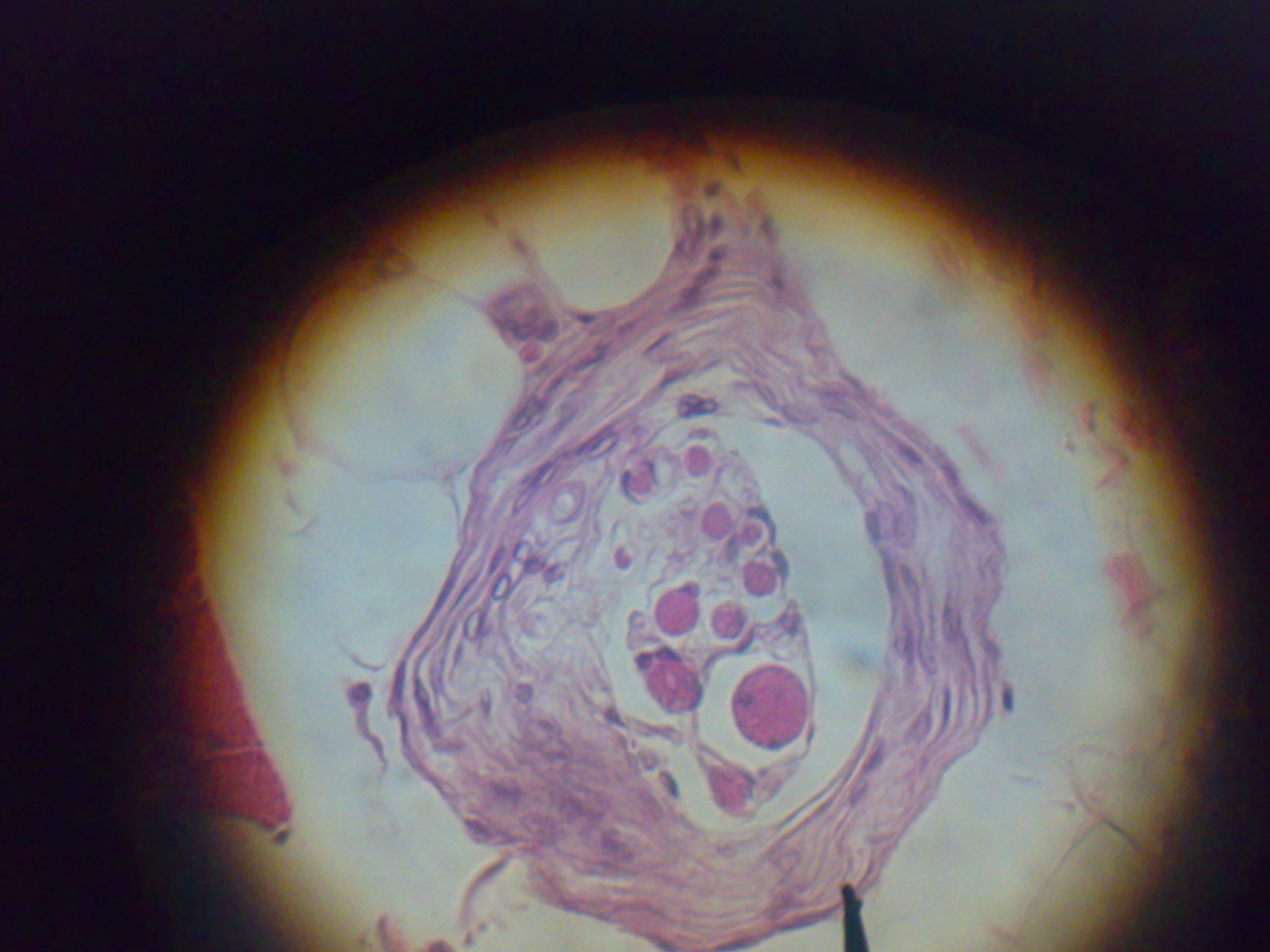
Fotografía de un huso muscular visto a través de un microscopio óptico. Tinción hematoxilina-eosina.

Los husos neuromusculares (HNM) se encuentran en el interior del vientre de los músculos, incrustados y formando las fibras musculares intrafusales. Hay que tener en cuenta que fusus es la palabra latina para huso.

Un HNM completo incluye fibras intrafusales, vasos e inervación. Está rodeado por una cápsula interna, por un espacio líquido y por una cápsula externa, unido entre sí y a la fibra muscular, a través del tejido conectivo.
Las fibras musculares intrafusales del humano pueden tener hasta 8 milímetros (mm) de largo y se agrupan en conjuntos de 8 a 10/20.

Los husos neuro-musculares (HNM) de mamíferos tienen inervación integrada de nervios aferentes y nervios eferentes. 
Las fibras nerviosas aferentes a la médula espinal son de tipo Ia y tipo II y son la inervación sensorial dominante del HNM.
El HNM posee inervación sensorial e inervación motora. La inervación sensorial está representada por dos tipos de fibras. Las fibras sensoriales Ia se disponen enrolladas en la porción central de las fibras intrafusales (fibras anuloespirales).
 El otro tipo de fibras sensoriales del HNM corresponden a fibras del grupo II, (fibras secundarias); estas fibras inervan sobre todo las fibras en cadena nuclear.
 La inervación motora del HNM son las neuronas motoras gamma (γ) que son las eferentes de la médula espinal que generan las fibras intrafusales.
Los husos neuromusculares están compuestos por 3-12 fibras musculares intrafusales, de las que hay tres tipos:
- Fibras dinámicas de «bolsa nuclear» (o «saco nuclear»). Fibras de bolsa1 (bag1 del inglés).
- Fibras estáticas de «bolsa nuclear» (o saco nuclear). Fibras de bolsa2 (bag2).
- Fibras de «cadena nuclear» y los axones de las neuronas sensoriales.

Los axones de las motoneuronas gamma (γ)  finalizan dentro de los husos neuromusculares; hacen sinapsis en uno o en ambos extremos (polares) de las fibras musculares intrafusales y regulan la sensibilidad de las aferentes sensoriales, que están localizadas en la región central (ecuatorial) no contráctil.
Los husos neuromusculares están encapsulados en tejido conjuntivo, y alineados en paralelo a las fibras musculares extrafusales, a diferencia de los órganos tendinosos de Golgi, que se orientan en serie.
El huso neuromuscular tiene componentes sensoriales y motores.
- Las fibras nerviosas sensoriales primarias y secundarias rodea en espiral y terminan en la porción central de las fibras musculares intrafusales, proporcionando el componente sensitivo de la estructura a través de los canales iónicos sensibles al estiramiento de los axones.
- En los mamíferos, incluyendo a los humanos, el componente motor lo proporciona una docena de motoneuronas gamma y, en menor medida, una o dos motoneuronas beta. Las motoneuronas gamma y beta reciben el nombre de neuronas fusimotoras, porque activan las fibras musculares intrafusales. Las motoneuronas gamma solo inervan las fibras musculares intrafusales, mientras que las motoneuronas beta inerva tanto las fibras musculares intrafusales como extrafusales, por lo que se les denomina neuronas esqueletofusimotoras.
- La unidad fusimotora causa la contracción y rigidez de los extremos de las fibras musculares intrafusales.

Las neuronas fusimotoras gamma (γ) se clasifican como estáticas o dinámicas dependiendo del tipo de fibras musculares intrafusales que inervan y sus efectos fisiológicos en la respuesta de las neuronas sensoriales primarias y secundarias, inervando la parte central y no contráctil del huso neuromuscular.
- Los axones estáticos inervan la «cadena nuclear» o las fibras de «bolsa nuclear2» (o saco nuclear). Aumentan el número de impulsos de las aferentes Ia y II a una longitud muscular dada.
- Los axones dinámicos inervan las fibras musculares intrafusales de «bolsa nuclear1» (o saco nuclear). Aumentan la sensibilidad al estiramiento de las aferentes aumentando la rigidez de las fibras intrafusales del bolsa1.

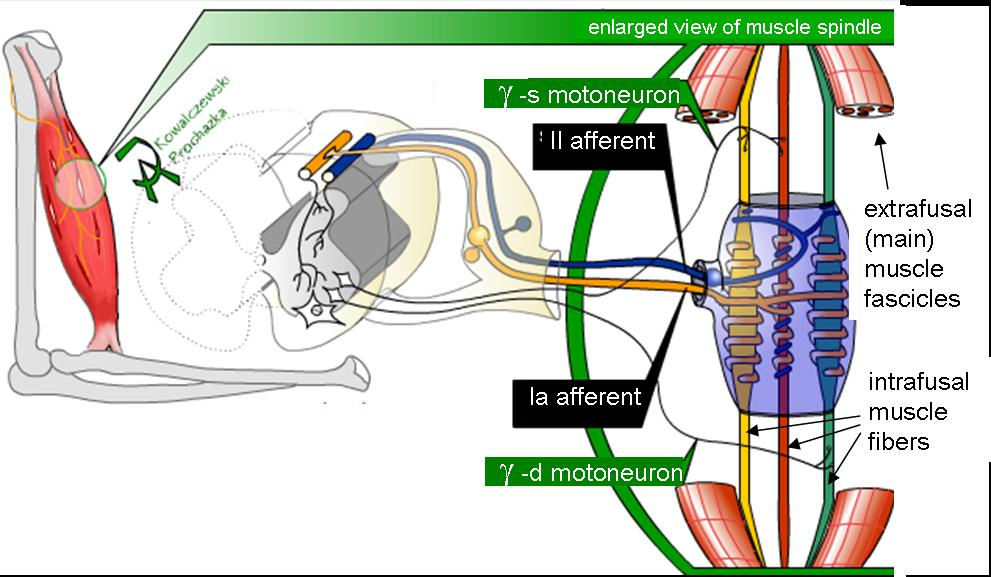
Huso neuromuscular de mamífero mostrando la posición típica del músculo (izquierda), las conexiones neuronales en la médula espinal (Centro) y un esquema expandido (Derecha). Versión animada:.

De la investigación de huso neuromuscular de 2015 se estableció que: de 26 axones motores que inervaban los husos reconstruidos, 22 fueron identificados como fibras gamma (γ) puramente fusimotoras; de estas γ, 18 alimentaban las fibras de bolsa2 (5), fibras de cadena (5) o de ambas juntas (8), y ninguno de las 18 hizo ningún tipo de contacto con las fibras de bolsa1.

## Función
Los husos neuro-musculares (HNM) son de importancia fundamental en el sistema de control motor, que se evidencia porque tienen gran riqueza de inervación y requieren el gasto de recursos metabólicos y de espacio. Los HNM son los principales receptores kinestésicos en los músculos esqueléticos de los mamíferos.

### Modificación de sensibilidad

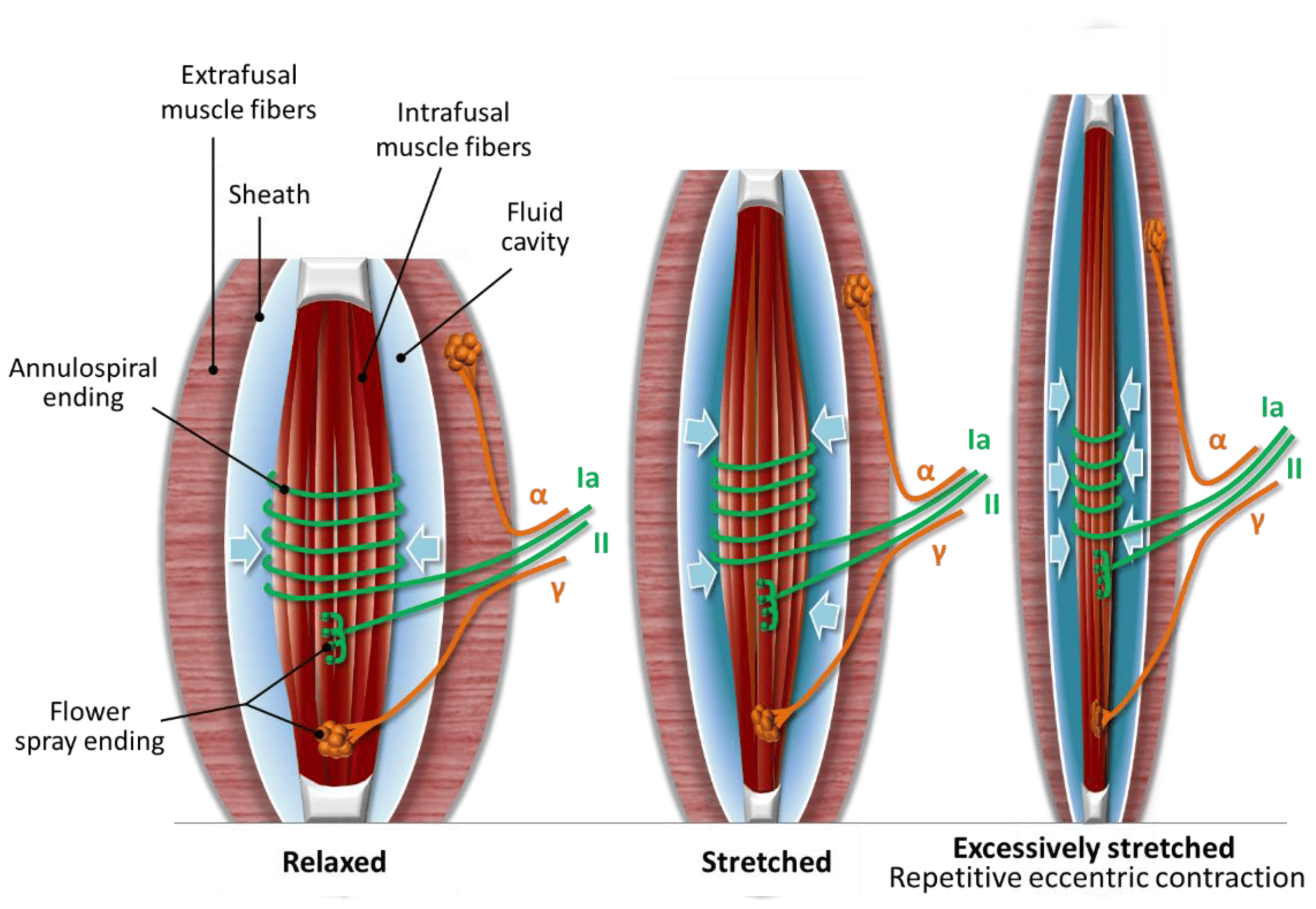
Fisiología.

La función de las motoneuronas gamma (γ) no es suplementar la fuerza de la contracción muscular proporcionada por las fibras extrafusales, sino para modificar la sensibilidad de las aferentes sensitivas del huso muscular al estiramiento. Tras la liberación de acetilcolina, la motoneurona gamma activa la porciones terminales de las fibras musculares intrafusales, elongando las porciones centrales no contráctiles. Esto abre los canales iónicos de la de los extremos sensitivos, llevando a una entrada de iones de sodio. Esto aumenta el potencial de reposo de los extremos, por lo que aumenta la probabilidad del inicio de un potencial de acción, por lo tanto, aumentando la sensibilidad al estiramiento de las aferentes del huso muscular.
Ha sido difícil registrar las motoneuronas gamma durante el movimiento normal porque tienen axones muy pequeños. Se han propuesto varias teorías, basadas en los registros de las aferentes del huso.
1. Coactivación alpha-gamma. Se postula que las motoneuronas gamma se activan en paralelo con las motoneuronas alfa para mantener los impulsos de las aferentes del huso cuando se acortan las fibras musculares extrafusales.[10]
2. Conjunto fusimotor: las motoneuronas gamma se activan de acuerdo a la novedad o dificultad de la tarea. Mientras que las motoneuronas gamma estáticas están continuamente activas durante los movimientos de rutina como la locomoción, las motoneuronas gamma dinámicas tienden a estar activadas durante las tareas más difíciles, incrementando la sensibilidad del estiramiento.[11]
3. Modelo fusimotor del movimiento previsto. La actividad de las gamma estáticas es un "modelo temporal" las contracciones y estiramientos de los receptores. La actividad gamma dinámica se activa y desactiva abruptamente, sensibilizando las aferentes del huso al inicio del estiramiento del músculo y en desviaciones en la trayectoria del movimiento previsto.[12]

### Reflejo de estiramiento
Cuando un músculo es estirado, las fibras sensitivas primarias (neuronas aferentes del grupo Ia) del huso neuromuscular responden tanto a cambios en la longitud del músculo como a la velocidad, trasmitiendo esta actividad a la médula espinal en forma de cambios en el ritmo de potenciales de acción. Asimismo, las fibras sensitivas secundarias (neuronas aferentes del grupo II) responden a cambios en la longitud muscular (pero con un componente velocidad-sensibilidad más pequeño) y trasmiten esta señal a la médula espinal. Las señales aferentes Ia se transmiten monosinápticamente a muchas motoneuronas alfa del músculo correspondiente. La actividad evocada de forma refleja en las motoneuronas alfa se transmite entonces a través de los axones eferentes a las fibras extrafusales del músculo, que generan fuerza y, de este modo, resisten el estiramiento. La señal de las aferentes Ia también se transmiten polisinápticamente a través de las interneuronas (células de Renshaw) que inhiben las motoneuronas alfa de los músculos antagonistas, relajándolas.

## Desarrollo
Se cree que el huso neuromuscular juega un papel crítico en el desarrollo senso-motor.

## Patología
Tras un accidente cerebrovascular o una lesión en la médula espinal en humanos, a veces se desarrolla la hipertonía espástica (paresis espástica o parálisis espástica), por lo cual el reflejo de estiramiento en los músculos flexores de los brazos y los músculos extensores de las piernas posee una sensibilidad aumentada. Esto provoca posturas anormales, rigidez y contracturas. La hipertonía puede ser resultados de un exceso de sensibilidad de las motoneuronas alfa y las interneuronas a las señales aferentes II. 
El estiramiento FNP o facilitación neuromuscular propioceptiva es un método de entrenamiento de la flexibilidad que puede reducir la hipertonía, permitiendo a los músculos relajarse y elongarse.

## Imágenes adicionales

Huso neuromuscular
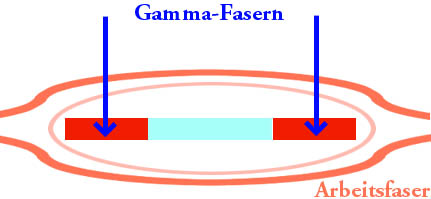
Fibra Gamma
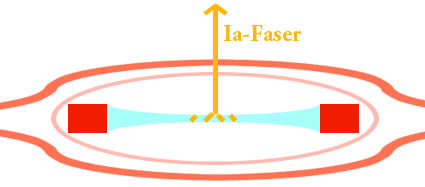
Fibra IA
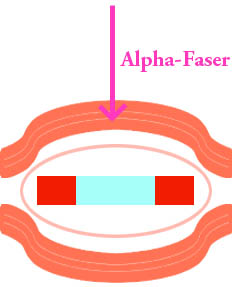
Fibra alfa
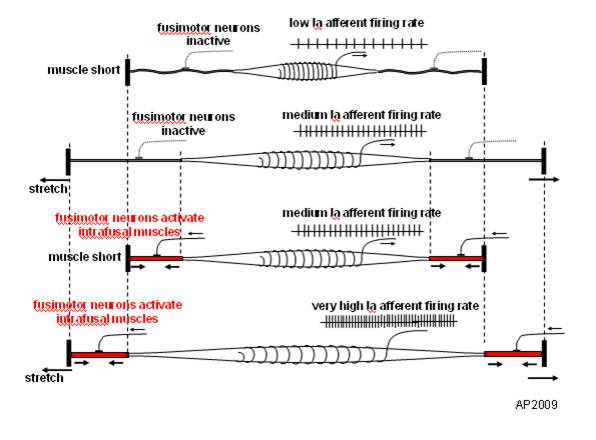
Esquema de la acción fusimotora